# Afrikanische Zwergmaus
Die Afrikanische Zwergmaus, auch Afrikanische Knirpsmaus (Mus minutoides) ist eine zu den Altweltmäusen (Murinae) gezählte kleine Art der Langschwanzmäuse (Muridae).
Insgesamt kommen im Gebiet südlich der Sahara zehn Arten Zwergmäuse vor, von denen Mus minutoides das größte Verbreitungsgebiet hat. Umstritten ist der Status von Mus musculoides. Während einige Biologen sie als eigene Art ansehen, ist sie für andere eine Unterart von oder identisch mit Mus minutoides.

## Verbreitung
Das Verbreitungsgebiet erstreckt sich südlich der Sahara von Südafrika, Simbabwe bis Mosambik. Sie bevorzugt offene Busch- und Steppenlandschaften, kommt jedoch als Ernteschädling auch in der Nähe menschlicher Ansiedlungen vor. Grundbedingung für das Vorkommen der Zwergmaus ist Wasser, in dessen Nähe sie sich stets aufhält.

## Äußere Merkmale
Die Afrikanische Zwergmaus erreicht eine Kopf-Rumpf-Länge von ca. fünf Zentimetern, eine Schwanzlänge von vier bis sechs Zentimeter und ein Gewicht von ca. fünf Gramm. Der Körper ist oberseits grau bis rötlichbraun, die Unterseite ist weiß. Der Schwanz ist mit deutlich sichtbaren Schuppenringen versehen und spärlich behaart.

## Verhalten
In ihrem Habitat lebt die Zwergmaus in Gruppen oder Familienverbänden. Sie hält sich unterhalb der Grasdecke bzw. innerhalb der Grasschicht auf. Einige Forscher berichten ebenfalls von ausgedehnten Gangsystemen, die knapp unter der Grasnarbe angelegt werden.
Die Tiere sind hauptsächlich dämmerungs- und nachtaktiv. Die Mäuse sind nicht sonderlich scheu, sobald sie sich eingewöhnt haben und wissen, dass ihnen nichts passiert. Es sollte unbedingt vermieden werden, die Tiere anzufassen, da es aufgrund ihrer Größe schnell zu Quetschungen und inneren Verletzungen kommt. Sollten die Tiere einmal angefasst werden müssen, empfiehlt es sich, sie am Schwanz, möglichst nah am Körper zu greifen oder noch besser sie in der hohlen Hand zu halten.
Die Knirpsmäuse sind Gruppentiere, die Gemeinschaftsnester anlegen und auch gemeinsam ihre Jungen aufziehen. Eine Einzelhaltung entspricht nicht dem natürlichen Verhalten der Mäuse und ist nicht empfehlenswert. Es können auch mehrere Männchen zusammen gehalten werden, solange mehr Weibchen vorhanden sind.
Beim nachträglichen Zusetzen von Zwergmäusen in eine bestehende Gruppe gibt es meist Probleme. Hier ist es ratsam das Terrarium komplett neu einzurichten und mehr als eine Zwergmaus zuzusetzen, damit sich die Gruppe in einem neuen Territorium wieder neu bilden muss.
Die Zwergmäuse werden bei guter Haltung ca. zwei Jahre alt, in anderen Quellen wird von vier bis fünf Jahren gesprochen.

## Fortpflanzung
In ihrer Heimat ist die Zwergmaus nicht an bestimmte Fortpflanzungsperioden gebunden. Würfe kommen über das ganze Jahr verteilt vor und sind nicht von der Regenzeit abhängig. In freier Wildbahn erreichen Knirpsmäuse ein Alter von ca. zwei Jahren.
Bei entsprechendem Nahrungsangebot ist die Afrikanische Zwergmaus das ganze Jahr über fortpflanzungsfähig. Pro Wurf werden durchschnittlich zwei bis vier Junge geboren.
Die Jungtiere werden nach ca. 19-tägiger Tragzeit nackt, blind, taub und unpigmentiert geboren und wiegen weniger als ein Gramm. Acht Tage später sprießen die ersten Haare, nach zwölf Tagen werden die Augen geöffnet. Nach 16 bis 18 Tagen haben die Jungen ihr graues Jugendfell, welches sich später braun färben kann. Ab einem Alter von etwa 21 Tagen können sie von der Mutter abgesetzt werden, sie haben dann ein Körpergewicht von ca. fünf Gramm erreicht. Die Geschlechtsreife erreichen die Jungtiere mit fünf bis sieben Wochen.

## Bilder

Afrikanische Zwergmaus
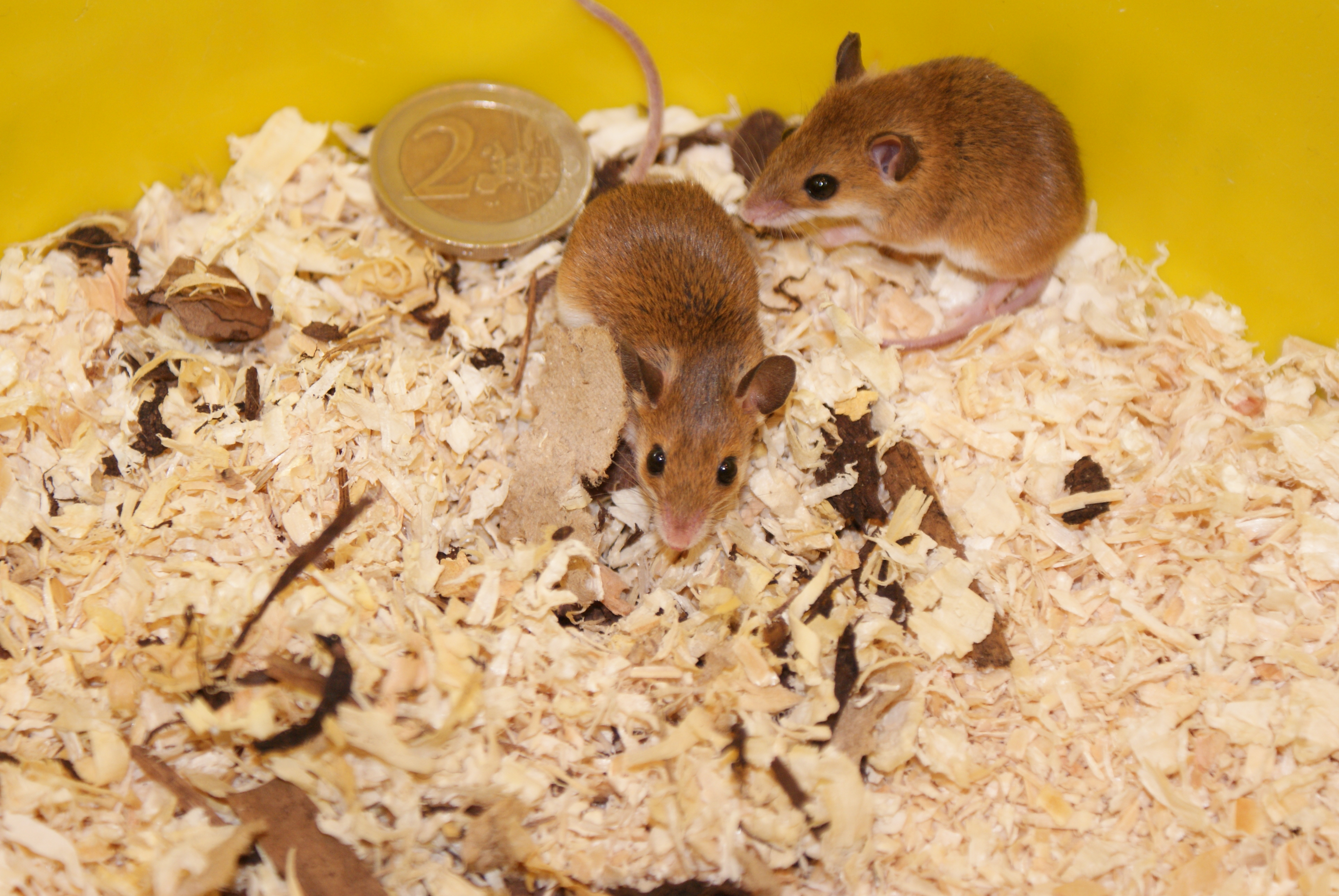
Zwergmäuse neben 2-Euro-Münze
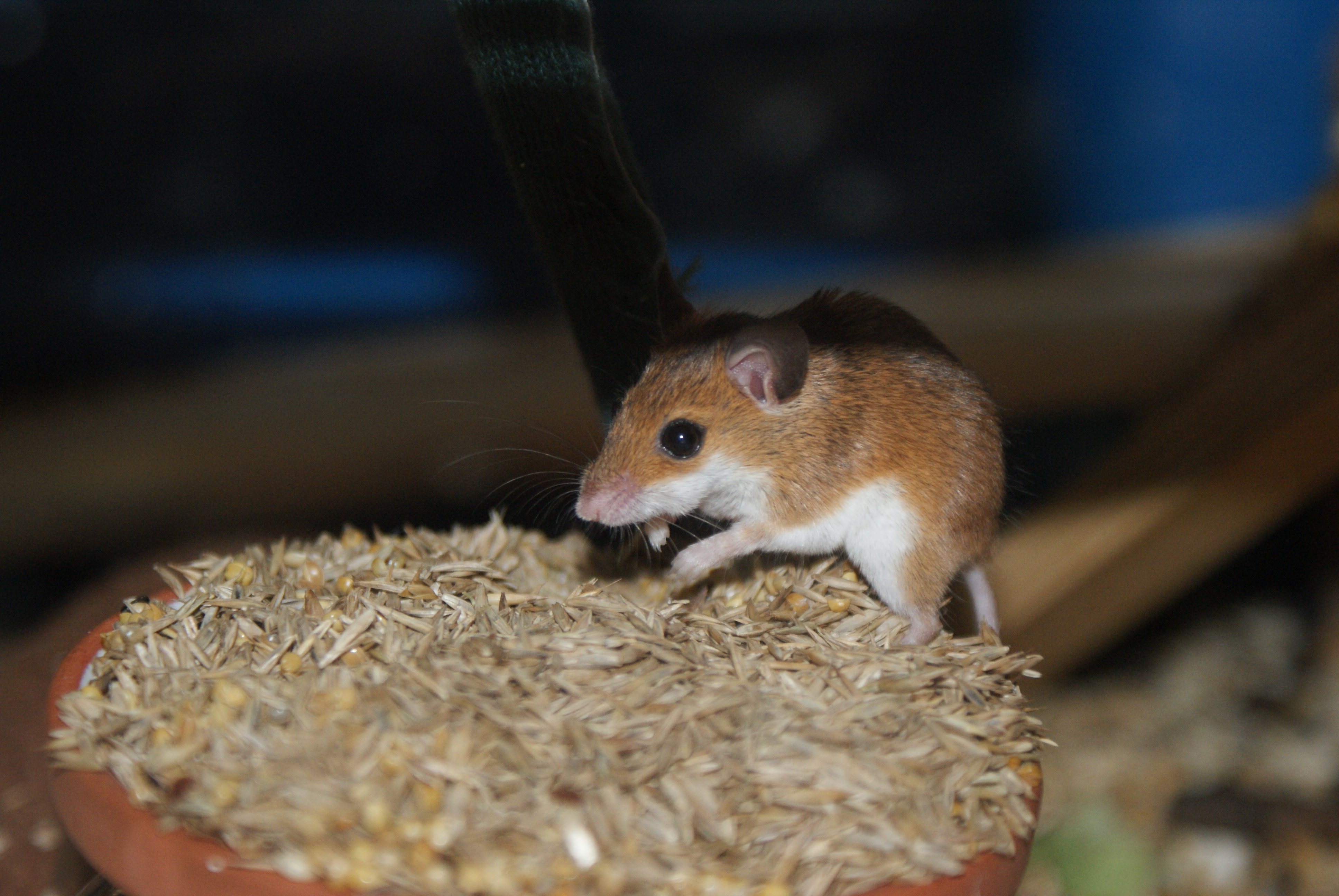
Zwergmaus frisst Hirse und Grassamen
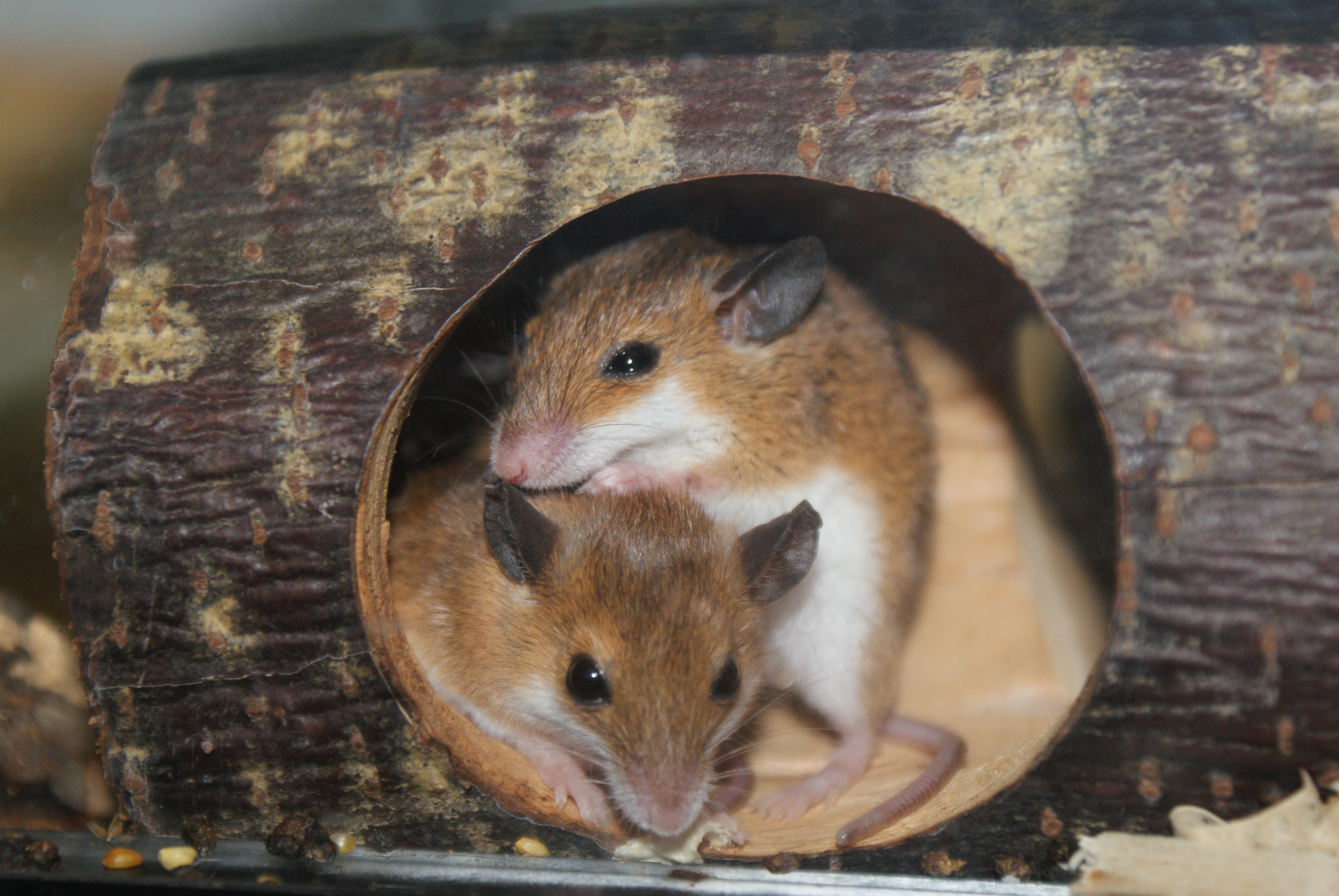
Zwergmäuse rasten